# Злоключения китайца в Китае
«Злоключения китайца в Китае» (фр. Les Tribulations d’un Chinois en Chine) — кинофильм, экранизация романа Жюля Верна «Треволнения одного китайца в Китае».

## Сюжет
Молодой скучающий богач Артур (Жан-Поль Бельмондо) получил от жизни всё, что мог, и потерял к ней интерес. Поэтому он смело играет со смертью, провоцируя опасные для жизни ситуации, но все его попытки расстаться с жизнью оказываются неудачными. Всё это вынуждена наблюдать его невеста Сюзи Поншабер, её мать Алис (Валери Лагранж) и друг Артура, мистер Го (Валерий Инкижинов). Наконец, мистер Го предлагает своему другу сделку: Артур должен застраховать свою жизнь на срок в один месяц на два миллиона, которые в случае его смерти разделят между Сюзи и мистер Го, а последний за это поможет ему уйти из жизни, наняв киллеров. Артур соглашается, но внезапно получает сообщение о разорении. Это возвращает ему вкус к жизни, но дело уже зашло слишком далеко — наёмные убийцы получили задание, да и мадам Поншабер теперь больше заинтересована в его смерти, ведь это выгоднее для её дочери, чем брак с разорившимся Артуром. Артур же случайно знакомится с танцовщицей Александрин (Урсула Андресс) и впервые влюбляется по-настоящему и строит планы. Отныне его главная цель — борьба за жизнь. Ему нужно продержаться всего один месяц, пока не истечёт срок страховки…

## В ролях
- Жан-Поль Бельмондо — Артур Лемперо
- Урсула Андресс — Александрин Пинардель
- Валерий Инкижинов — мистер Го
- Поль Пребуа — Корнак
- Жан Рошфор — Леон
- Дарри Коул — Бискотон
- Марио Давид — Роквентин
- Борис Ленисевич — русский профессор